# Timàlia pilosa
La timàlia pilosa (Macronus ptilosus) és un ocell de la família dels timàlids (Timaliidae).

## Hàbitat i distribució
Viu entre la malesa del bosc, clars de les terres baixes a Tailàndia peninsular, Malaia, Sumatra, illes Batu, Bangka, Belitung i Borneo.